# Kepler-1129b
Kepler-1129b es un planeta extrasolar que forma parte de un sistema planetario formado por al menos dos planetas. Orbita la estrella denominada Kepler-1129. Fue descubierto en el año 2016 por la sonda Kepler por medio de tránsito astronómico.